# Paramarbla nyctemerina
Paramarbla nyctemerina är en fjärilsart som beskrevs av Hans Rebel 1914. Paramarbla nyctemerina ingår i släktet Paramarbla och familjen tofsspinnare. Inga underarter finns listade i Catalogue of Life.